# Guido Achille Mansuelli
Guido Achille Mansuelli (Monopoli, 15 marzo 1916 – Bologna, 21 maggio 2001) è stato un archeologo e storico dell'arte italiano.

## Biografia
Nacque nella cittadina pugliese di Monopoli da Giulia Montagna, parmigiana, e dall'ingegnere e imprenditore edile Mario Mansuelli, romagnolo, di Sant'Arcangelo, comune dove passò l'infanzia e l'adolescenza.
Si laureò in archeologia all'Università di Bologna con Pericle Ducati e Arturo Solari. Fu occupato per diverso tempo sia come supplente nella cattedra di archeologia e storia dell'arte, sia come soprintendente comunale. Da Bologna si spostò a Firenze, dove fu per un po' di tempo occupato agli Uffizi, dopodiché rientrò in Emilia-Romagna come curatore dei beni archeologici regionali.
Nel 1950 sposò Lelia Lelli, dalla quale ebbe due figli.
Ripreso un posto in ruolo come docente di storia romana dell'Ateneo del capoluogo emiliano, si trasferì a Pavia dove venne premiato all'insegnamento di archeologia e storia dell'arte greca e romana per qualche anno a partire dal 1964. Nella commissione che gli affidò quest'incarico furono presenti Massimo Pallottino e Ranuccio Bianchi Bandinelli, coi quali manterrà contatti privati ed istituzionali.
Deceduto Luciano Laurenzi (1967), fu richiamato all'Università di Bologna permanendovi per il resto di tutta la sua attività accademica. Tra i suoi meriti: la riforma dell'istituto archeologico felsineo, trasferito in un nuovo plesso ed istituendo una biblioteca adeguata; avviò poi un ciclo fondamentale di scavi archeologici, come quello della città di Marzabotto (1958-1979).
Mansuelli accantonò l'insegnamento dell'archeologia classica (1980) concludendo la sua carriera assumendo la cattedra di etruscologia e archeologia italica (1986). Fu onorario di varie istituzioni culturali come l'Accademia nazionale dei Lincei.